# Opři žebřík o nebe
Opři žebřík o nebe je český dokumentární film z roku 2014 o Mariánu Kuffovi, slovenském knězi z podtatranských Žakovců, který na své faře poskytuje azyl propuštěným vězňům, alkoholikům, narkomanům a dalším potřebným lidem.
V listopadu 2014 byl představen na 18. mezinárodním festivalu dokumentárních filmů Ji.hlava, v českých kinech měl premiéru 22. ledna 2015. Natočila jej Jana Ševčíková podle vlastního scénáře spolu s kameramanem Jaromírem Kačerem, natáčení probíhalo pět let. Filmovou hudbu vytvořili Alan Vitouš a Vladimír Martinka.

## Ocenění
V červnu 2015 získal film Cenu Pavla Kouteckého.

V lednu 2016 získal film Cenu české filmové kritiky jako nejlepší dokument roku 2015
V březnu 2016 získal film ocenění Český lev za nejlepší dokument.